# إزاخنيون (إزاخنيون)
إزاخنيون هو دُوَّار يقع بجماعة تامكروت، إقليم زاكورة، جهة درعة تافيلالت في المملكة المغربية. ينتمي الدوّار لمشيخة إزاخنيون التي تضم 7 دواوير. يقدر عدد سكانه بـ 264 نسمة حسب الإحصاء الرسمي للسكان والسكنى لسنة 2004.

## روابط خارجية
- البوابة الوطنية للجماعات الترابية
- المندوبية السامية للتخطيط